# Amicixsempre 2023
Amicixsempre 2023 è una raccolta del gruppo musicale italiano Pooh, pubblicata il 30 giugno 2023 dalla Sony Music.

## Descrizione
Si tratta di un'antologia che contiene oltre cinquanta brani del gruppo racchiusi in quattro CD e uscita in occasione della tournée Amici per sempre live 2023

## Tracce
CD 1
- Amici x sempre - 4:01
- Canterò per te - 3:49
- Stai con me - 4:30
- Rotolando Respirando - 5:16
- Giorni infiniti - 4:44
- Dove comincia il sole (1ª parte) -  6:15
- Dove comincia il sole (2ª parte) - 5:14
- Isabel - 4:12
- L'aquila e il falco - 4:39
- L'ultima notte di caccia - 4:50
- Eleonora, mia madre - 6:20
- Il tempo, una donna, la città - 10:45

CD 2
- La donna del mio amico - 5:20
- L'altra donna - 4:35
- Stare senza di te - 5:36
- In diretta nel vento - 3:56
- Noi due nel mondo e nell'anima - 3:30
- La mia donna - 5:46
- L'anno, il posto, l'ora... - 6:45
- Io e te per altri giorni - 4:47
- Infiniti noi - 6:16
- Parsifal 1ª parte 4:52
- Parsifal 2ª parte (strumentale) - 5:07
- Vieni fuori - 2:37
- In silenzio - 3:35

CD 3
- Alessandra - 6:53
- Quando una lei va via - 3:13
- Nascerò con te - 4:26
- Piccola Katy 3:02
- Risveglio (strumentale) - 5:07
- Viva (strumentale) - 3:53
- Grandi speranze - 6:39
- Il ragazzo del cielo (Lindbergh) - 6:12
- Lettera da Berlino est - 4:39
- Dall'altra parte - 6:07
- Tu dov'eri - 4:29
- Orient express - 4:19
- Notte a sorpresa - 3:21
- Cercando di te - 4:39

CD 4
- Ci penserò domani - 4:20
- Incredibilmente giù - 3:53
- Ali per guardare, occhi per volare - 2:55
- Mediterraneo - 5:43
- Maria Marea - 5:01
- Pierre - 3:49
- 50 Primavere - 4:30
- Solo voci - 1:24
- Uomini soli - 4:07
- Io sono vivo - 5:17
- Non siamo in pericolo - 3:56
- Tanta voglia di lei - 4:19
- Dammi solo un minuto - 4:32
- Se c'è un posto nel tuo cuore - 4:04
- Pensiero - 3:44
- Dimmi di si - 4:55
- Chi fermerà la musica - 4:49

## Formazione
Gruppo
- Roby Facchinetti – voce, pianoforte, tastiera, cori
- Red Canzian – voce, basso, contrabbasso, chitarra, cori
- Dodi Battaglia – voce, chitarra elettrica, acustica e a dodici corde, slide guitar, cori
- Riccardo Fogli – voce, cori

Altri musicisti
- Phil Mer – batteria